# Steven Lampier
Steven "Steve" Lampier (Truro, Cornualla, 2 de març de 1984) és un ciclista anglès, professional des del 2011. Actualment corre a l'equip JLT Condor.

## Palmarès
- 2015
  - 1r a les British Cycling Premier Calendar Road Series